# Tweede Kamerverkiezingen 1989/Kandidatenlijst/VCN
De kandidatenlijst voor de Tweede Kamerverkiezingen 1989 van de VCN, Partij van Communisten in Nederland was als volgt:

## De lijst
1. Rinze Visser - 5.465 stemmen
2. Corry Westgeest - 189
3. Rie Honselaar-Nordholt - 143
4. Joop Spek - 215
5. Tom Boekman - 53
6. Jasper Schaaf - 72
7. Cor Ronner - 78
8. Wim Klinkenberg - 129
9. Wim Smit - 98
10. Wil de Graaff - 71
11. Chris Horselenberg - 58
12. Jan van de Meulenhof - 42
13. Co van Tongeren - 17
14. Jan Nieuwenhuijse - 64
15. Trijnie Ahlers-Luppens - 340
16. Tonnie Kruizenga - 25
17. Baap van Egmond - 20
18. Paul Magnée - 20
19. Wouter Rietveld - 10
20. Ries Adriaansen - 21
21. Margreeth van Dijk - 20
22. Piet Schouten - 37
23. Servie l'Espoir - 28
24. Wolter van der Veen - 9
25. Sipke de Wit - 14
26. Elzo Wiebrands - 18
27. Ton Paardekooper - 19
28. Andries Dijkstra - 14
29. Toon van Kampen - 18
30. Tineke Veltman-Stienstra - 73

CDA · PvdA · VVD · D66 · SGP · Groen Links · GPV · RPF · VCN · SP · Humanistische Partij · Milieu Defensie Partij 2000+ · PDS · Realisten Nederland · AWP · Bejaarden Centraal · Vrouwenpartij · Socialistische Minderheden Partij · Centrumdemocraten · De Groenen · PPvO · VMP · SAP · Grote Alliance Partij · Staatkundige Federatie
1986 · 1989